# Legio III Augusta

La région de l’Aurès aux confins de l’Algérie et de la Tunisie où fut stationnée la Legio III Augusta pendant pratiquement toute son existence.

La Legio III Augusta était une légion romaine recrutée, comme sa jumelle la Legio II Augusta, vraisemblablement en 43 av. J.-C. par le consul Caius Vibius Pansa pour Octave (le futur empereur César Auguste). Son nom constitue un jeu de mots pouvant signifier à la fois « la troisième légion d’Auguste » et « la troisième auguste légion ». Contrairement à la plupart des autres légions qui se déplacèrent fréquemment au cours de leur existence à travers l’empire, celle-ci demeura en permanence en Afrique du Nord où elle assura seule la protection de la région, des renforts lui étant adjoints pour de brèves périodes. Auguste la positionna vers 30 ap. J.-C. à Ammaedara. En 75, elle fut déplacée vers Theveste, un peu à l’ouest d’Ammaedara pour des raisons stratégiques afin d’être plus près des tribus qu’elle avait pour mission de surveiller. Enfin, elle fut transférée en 128 à Lambaesis, à nouveau pour des raisons stratégiques. À la fin du IIe siècle, cette légion était constituée à 93 % de berbères d'Afrique du Nord dont 40 % de fils de vétérans [référence invérifiable].
Bien que l’Afrique ait été une partie de l’empire relativement paisible, la légion dut mater diverses révoltes des tribus nomades de la région. De 17 à 34, elle dut faire face à un ancien légionnaire devenu chef de bande du nom de Tacfarinas. En 71, la légion entreprit une grande offensive contre les Garamantes, peuple berbère libyen, ancien allié de Tacfarinas qui avait mis à sac la ville de Leptis Magna en Tripolitaine. Dix ans plus tard, ce furent les Nasamons, peuple nomade de Libye qui résidaient tantôt sur les côtes tantôt dans le désert, et servaient d'intermédiaire au commerce entre Carthage et l'Égypte qui se révoltèrent contre les taxes imposées par les Romains. Après un siècle de relative tranquillité, ce fut au tour des Quinquegentiens, coalition tribale maure (de l'actuel Tizi-ouzou), et des Fraxinenses, coalition tribale berbère, de reprendre les armes. Il fallut près de dix ans à la légion reconstituée pour mettre fin, vers 260, à cette rébellion qui ressurgit quelque trente ans plus tard et força l’empereur Maximien à venir lui-même y mettre un terme.
Pendant les périodes de calme, divers détachements de la légion furent envoyés à l’extérieur et participèrent à diverses campagnes : celles de Trajan contre les Parthes, celle qui devait mettre un terme à la révolte juive de Bar-Kochba au cours de laquelle la légion fut envoyée à Alexandrie remplacer celle partie en Judée, les guerres contre les Perses  sous Lucius Verus d’abord, puis sous Caracalla, ainsi qu’aux guerres de Marc Aurèle contre les Marcomans et à celles de Caracalla, à nouveau contre les Parthes.
Relativement éloignée de l’Italie, la légion ne fut guère impliquée dans les jeux de pouvoir qui amenèrent le renversement de nombreux empereurs, pendant l’Année des quatre empereurs d’abord et pendant l’Anarchie militaire plus tard. Toutefois, en avril 68, le légat de la légion, Lucius Clodius Macer, fut l’un de ceux qui se révolta contre l’empereur Néron qui se suicida en 68. Par la suite, la légion donna son appui d’abord à l’empereur Galba, puis à Vitellus, avant de se rallier à Vespasien, mais seulement après qu’il eut effectivement pris le pouvoir. Sous les Sévères, elle appuya Septime Sévère, originaire de la province d’Afrique, contre l’usurpateur Pescennius Niger.
Une seule exception: lorsque le proconsul de la province d’Afrique, Marcus Antonius Gordianus et son fils furent proclamés empereurs. Restée fidèle à l’empereur Maximin, la légion III quitta la Numidie, marcha sur Carthage et défit Gordien II. Après la chute de Maximin, le petit-fils de Gordien Ier, Gordien III, se hâta de dissoudre la légion pour avoir combattu son grand-père. Elle ne devait être reconstituée que sous Valérien en 253.
Par la suite, et bien que la légion ait sans nul doute joué un rôle important lorsque l’empereur Maximien Hercule dut venir lui-même  mettre fin à une révolte en 298, et que les troupes de Maxence durent faire de même en 310, on ignore le rôle précis de la légion.
Elle est encore mentionnée dans la Notitia Dignitatum, document datant vraisemblablement du début du Ve siècle.
Son emblème fut le cheval ailé Pégase ainsi probablement que le Capricorne.

## Histoire de la légion

### Sous les Julio-Claudiens
La légion fut vraisemblablement recrutée en 43 av. J.-C. en même temps que la Legio II Augusta, par le consul Caius Vibius Pansa Caetronianus au nom d’Octave, le futur empereur Auguste.  Au cours de la guerre civile, la légion prit vraisemblablement part à la bataille de Philippes en Macédoine orientale au cours de laquelle les triumvirs Octave et Marc Antoine vainquirent les républicains Brutus et Cassius . Après cette bataille, elle accompagna Octave en Sicile où, avec Lépide, il combattit Sextus Pompée qui menaçait l’approvisionnement en blé de Rome. Après cette guerre, Lépide tenta de s’emparer du commandement des troupes d’Octave, mais abandonné par ses troupes, il fut limogé de ses fonctions de triumvir et Octave lui reprit en 36 av. J.-C. la province d’Afrique, laquelle lui avait été attribuée par le traité de Brundisium en 40 av. J.-C. Il est possible que la légion soit partie pour le continent africain lors de ce conflit.

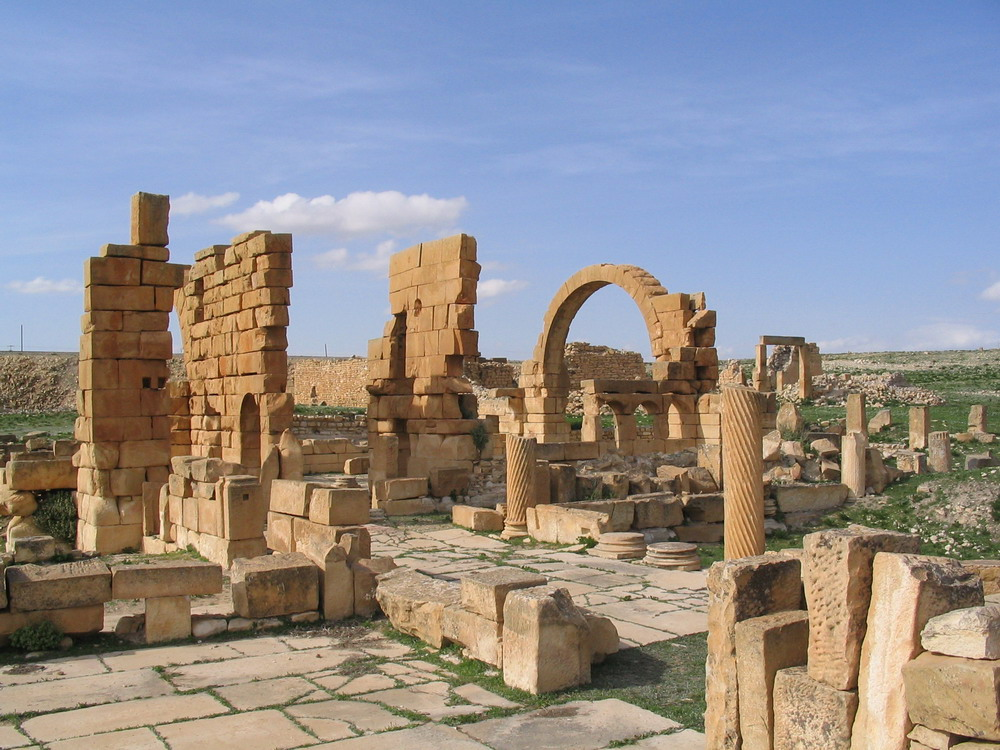
Site archéologique d’Ammaedara (aujourd’hui Haïdra en Tunisie), premier cantonnement de la Legio III Augusta en Afrique.

Chose certaine, Auguste stationna la légion de façon permanente à Ammaedara en 30 av. J.-C. Ses déplacements successifs de Ammaedara (Haïdra en Tunisie) vers Thevesta (Tebessa en Algérie) et Lambaesis (Lambèse-Tazoult en Algérie) témoignent de l’extension de la frontière de la province vers le sud et l’ouest. En plus de protéger le territoire de l’empire, les légionnaires furent affectés à des travaux de voirie comme la construction d’une route en 14 ap. J.-C. reliant leur quartier général de Ammaedara à l’oasis de Gafsa en passant par Thelepte, ainsi que celles allant de Tébessa à Hippo Regius et de Tébessa à Carthage. Autour des campements militaires se construisirent rapidement des bourgades civiles et des développements agricoles (plantation d’oliviers fournissant de l’huile pour Rome) favorisant le développement économique de ces régions. Les légionnaires construisirent également des arcs de triomphe marquant la séparation entre leur campement et les habitations civiles, des aqueducs pour amener l’eau des montagnes voisines, ainsi que des colonies pour leurs vétérans, comme celles de Thuburbo Majus et de Cuicul (aujourd’hui Djémila),,.
Bien que l’Afrique ait été une province relativement paisible au sein de l’empire, la légion dut lutter de 17 ap. J.-C. jusqu’à 34 contre des rebelles numides (berbères) et musulames sous la conduite de Tacfarinas, ancien soldat romain devenu déserteur puis chef de guerre numide, sous le règne de l’empereur Tibère. Sa petite armée, composée principalement de brigands et de rebelles, commença à attaquer les Romains alors qu’ils venaient à peine de terminer leur premier projet de construction de route en 14 ap. J.-C., route qui passait sur leurs terres . Menés par cet ancien légionnaire, ces hommes acquirent rapidement l’expertise et la précision nécessaire pour inquiéter sérieusement les Romains . Après avoir été défait par le gouverneur (proconsul) Marcus Furius Camillus en 17, il entreprit une guerre de guérilla à laquelle les Romains n’étaient guère préparés.  L’année suivante, il attaqua de la sorte une cohorte de la Legio III qui campait près de la rivière Pagyda dans le sud tunisien. Le centurion fit sortir ses hommes hors du camp pour préparer une bataille rangée. Mais les hommes de Tacfarinas les maitrisèrent et les légionnaires se débandèrent. Pour punir ce déshonneur, le nouveau proconsul, Lucius Apronius, ordonna que les survivants soient décimés (i.e. qu’un soldat sur dix soit mis à mort). Après de nouvelles attaques en l’an 20, la Legio VIIII Hispana fut envoyée pour lui prêter main-forte l’année suivante. En 24 le proconsul Junius Blaesus crut avoir maté la révolte et la Legio VIIII quitta le pays. Sitôt celle-ci partie, Tacfarinas vint assiéger la ville de Thubuscum. Mais grâce à l’aide du roi Ptolémée de Maurétanie le nouveau proconsul, Publius Donabella, parvint à le défaire lors de la bataille d’Auzea,, .
La légion III Augusta était alors la seule légion de l’empire encore commandée par un sénateur ayant titre de proconsul (gouverneur à la fois civil et militaire) d’Afrique. Après l’entrée en fonction de Lucius Calpurnius Piso, l’empereur Caligula (r. 37-41) jugea dangereux de laisser la légion sous le commandement d’un sénateur. Aussi nomma-t-il en 40 un préfet pour commander celle-ci avec le titre de Legatus Augusti pro praetore. Ce légat fut nommé responsable de la Numidie (la partie occidentale de la province, séparée de celle-ci en 193) et de la protection de l’ensemble des frontières de l’Afrique proconsulaire, politique qui se continuera sous les empereurs Claude et Néron.
Après que le dernier roi de Maurétanie, Ptolémée, se fut avéré incapable de contrôler la situation instable de son royaume et ait été exécuté alors qu’il se rendait dans la capitale impériale, son royaume fut annexé par Rome provoquant une grande agitation dans le pays; il fallut trois ans à la Légion III et au légat Suetonius Paulinus, nommé par l’empereur Claude, pour venir à bout de la révolte avec des renforts empruntés aux légions d’Espagne , .
Au cours de son proconsulat de 44 à 46, Servius Sulpicius Galba qui devait par la suite devenir empereur (r. 68-69), parvint à défaire les Musulames alliés de Tacfarinas et à intégrer certains d’entre eux dans les rangs de l’armée comme auxiliaires : l’ensemble de la Tunisie de la Méditerranée aux confins du désert était maintenant entre les mains de Rome.
La Legio III Augusta comprenait alors entre 5000 et 6000 légionnaires de même que de 10 000 à 15 000 troupes auxiliaires. Environ la moitié de ces forces furent stationnées en Maurétanie Tingitane, alors que les autres troupes étaient réparties entre divers camps dont celui d’Ammaedara.
En avril 68, le légat de la légion, Lucius Clodius Macer, fut l’un de ceux qui se révolta contre la tyrannie de l’empereur Néron. Bien qu’il ne semble pas avoir reçu beaucoup d’appui hors de sa province, sa révolte était dangereuse puisque, s’il parvenait à s’emparer de la Sicile, il pouvait interrompre les livraisons de blé vers la capitale. Macer leva une deuxième légion, appelée Legio I Macriana liberatrix, afin de renforcer la Legio III qui porta également pendant un court laps de temps le surnom de Liberatrix. Macer conduisit ces deux légions dans la province proconsulaire et s’empara de Carthage où s’arrêta la légion III, alors que la Legio I continuait son avancée. Pendant ce temps, en Espagne, la Legio VI Victrix acclama son légat, Sulpicius Galba (r. 68-60), comme empereur. Cette acclamation fut ratifiée par le Sénat et, après l’arrivée du nouvel empereur, celui-ci nomma un nouveau procurateur, Trebonius Garutianus, pour négocier avec Macer qui se refusait à accepter la décision du Sénat. Ce dernier fit  exécuter Macer en octobre, mettant ainsi fin à la crise  et la Legio I Macriana Liberatrix fut dissoute.

### Sous la dynastie des Flaviens

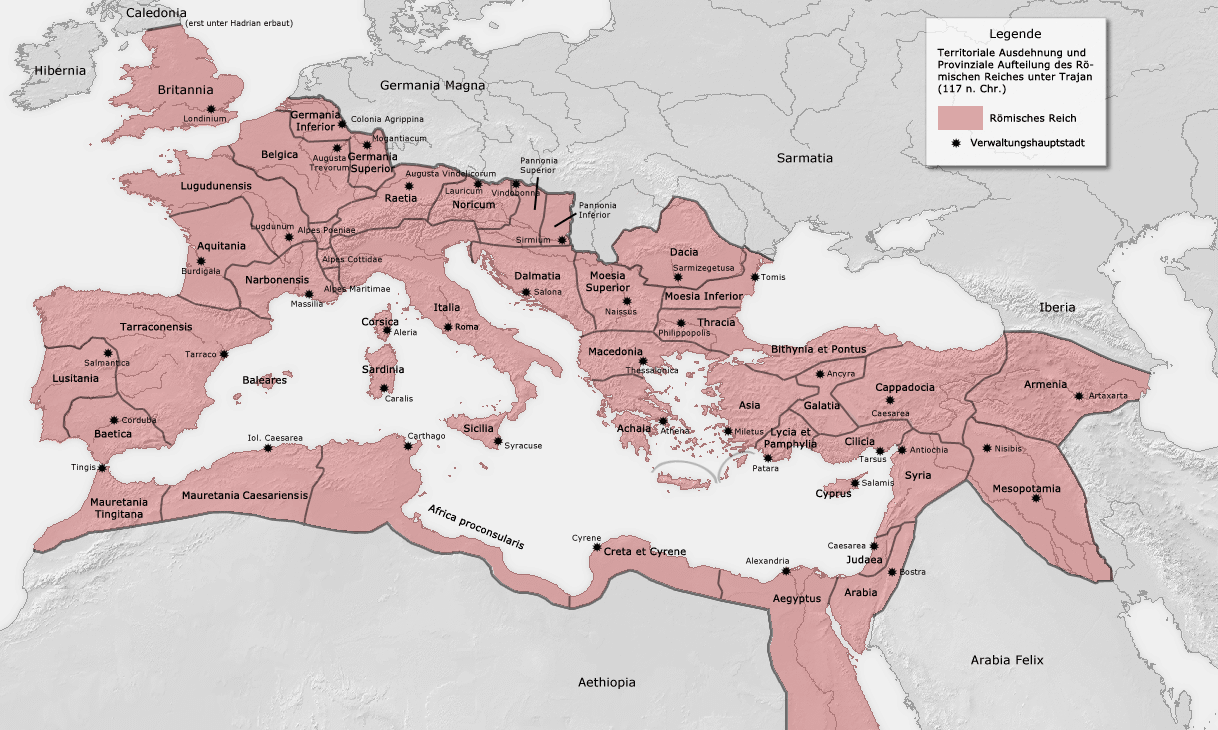
Les provinces d’Afrique sous Trajan : Maurétanie (Algérie et Maroc actuels), Numidie, Afrique proconsulaire (est de la Tunisie d’aujourd’hui), Tripolitaine (Libye d’aujourd’hui).

L’année 69 fut surnommée l’ « Année des quatre empereurs ». Néron s’étant suicidé en 68, Galba le remplaça pendant quelques mois, puis dut faire face à une rébellion militaire au cours de laquelle il fut tué par les troupes d’Othon, lequel régna de janvier à avril 69 avec l’appui des armées du Danube, d'Orient et d'Afrique. L’armée du Rhin pour sa part avait acclamé empereur son propre général, Vitellius, ancien gouverneur de la province d’Afrique. La Legio III Augusta donna son appui d’abord à Galba, puis à Vitellius sans toutefois prendre part aux combats qui se déroulèrent en Italie. Vitellius reconstitua la Legio I Macriana que Galba avait dissoute. Vitellius devait lui-même être remplacé en décembre de la même année par Vespasien, fondateur de la dynastie flavienne qui avait été gouverneur de la province d’Afrique où il avait cependant laissé un assez mauvais souvenir . Au cours des mois de combats entre Vitellius et Vespasien, le nouveau commandant de la Legio III Augusta, Caius Valerius Festus, hésita sur la conduite à tenir, donnant officiellement son appui à Vitellius mais maintenant des contacts avec Vespasien en attendant de voir qui triompherait,.
Le même commandant dut entreprendre en 71 une campagne de grande envergure contre les Garamantes, peuple de berbères libyens situé entre la Libye et l’Atlas, anciens alliés de Tacfarinas qui avaient participé l’année précédente au pillage de Leptis Magna en Tripolitaine. Vaincus, ceux-ci furent obligés d’accepter le protectorat des Romains.
En 75, Vespasien décida de transférer la légion d’Ammaedara vers Theveste (à 40 km à l’ouest de la frontière entre l’Algérie et la Tunisie modernes) pour que celle-ci soit plus près des tribus qu’elle avait pour mission de surveiller.
Sous l’empereur Domitien (r. 81-96), le commandant de la Legio III Augusta dut entreprendre en 84-85 une longue campagne contre une coalition de tribus du désert ayant à leur tête les Nasamons, peuple nomade de Libye qui résidait tantôt sur la côte, tantôt dans le désert, et servait d'intermédiaire au commerce entre Carthage et l'Égypte. Ceux-ci s’étaient rebellés contre les taxes imposées par les Romains. Les Romains furent victorieux et la  campagne se solda par l’extermination complète des rebelles. D’autres révoltes se produisirent en Maurétanie en 118-122 et en 144-152. Pour cette dernière, la Legio III Augusta reçut des renforts de détachements en provenance de huit autres légions de l’armée du Rhin et du Danube.

### Sous les Antonins

Carte montrant les villes et camps fortifiés romains en Afrique du Nord.

La pratique de recourir à des renforts venus d’autres légions en temps de campagnes militaires était courante au IIe siècle. Sous l’empereur Trajan (r. 98-117) des détachements (vexillationes) de la Legio III Augusta se joignirent à l’empereur dans sa guerre contre les Parthes. Les victimes furent nombreuses parmi les légionnaires et nombre de Syriens durent être recrutés pour les remplacer, légionnaires dont on a retrouvé les tombes à Lambaesis. C’est dans cette dernière ville que la légion fut déplacée sous Hadrien (r. 117-138) en 128 où elle demeurera pendant les deux cents années suivantes ayant comme mission de protéger la province contre les tribus berbères particulièrement hostiles . L’empereur lui-même visita les troupes à Lambaesis où on peut lire une partie de son discours du 1er juillet 128 :
« Votre commandant [le légat Q. Fabius Caellianus] m’a fait part, en votre nom, de nombreuses excuses qui, selon moi, auraient plaidé en votre faveur : une cohorte est absente, comme à chaque année, étant de faction aux bureaux du proconsul; il y a deux ans vous avez dû envoyer une cohorte et quatre hommes de chaque centurie pour prêter main-forte à vos collègues de la IIIe légion [III Gallica ou III Cyrenaica]; que les nombreux forts où vous êtes stationnés vous tiennent éloignés les uns des autres; enfin que, d’après ma propre mémoire, non seulement vous avez dû changer deux fois de campements, mais que vous avez aussi dû construire ceux-ci. Pour toutes ces raisons, vous auriez pu être excusés de manquer de rigueur dans les manœuvres que vous avez effectuées […] Mais vous n’avez en rien manqué de rigueur […] Bien plus vous avez effectuées les manœuvres les plus difficiles sans faute [… ] Et je dois aussi vous féliciter pour votre moral. »
Pendant la rébellion juive de Bar-Kochba (132-135), des détachements de la Legio III Augusta allèrent remplacer en 126 la garnison d’Alexandrie (la Legio III Cyrenica) envoyée en Judée. Ces détachements demeurèrent près de six ans dans la région, .

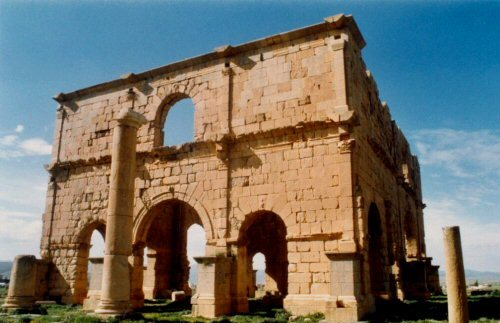
Porte magistrale, Lambaesis

Sous Antonin le Pieux (r. 138-161) la Legio III Augusta qui avait également entretemps reçu le surnom d’ Antoniniana  fut engagée dans une longue guerre contre les Maures. De 162 à 166, un détachement prit part aux guerres contre les Perses lors de la campagne de Lucius Verus en 162, puis à celles de Caracalla (r. 211-217) de 215 à 217.
D’autres détachements prirent part aux guerres marcomanes de Marc-Aurèle (r. 161-180) en 175, alors que leur longue expérience contre la cavalerie légère des Maures fut mise à profit par les légionnaires établis en Europe. Nombre de légionnaires ne devaient pas retourner en Afrique, ayant été transférés à la Legio II Adiutrix qui avait subi de larges pertes au cours de ces combats.

### Sous les Sévères
Géographiquement isolée, la légion ne prit guère part aux luttes pour le pouvoir qui se déroulèrent à cette époque quoique son appui ait été sollicité par plusieurs futurs empereurs ou usurpateurs, comme ce fut le cas de Clodius Macer. En 193, Septime Sévère (r.193-211), lui-même originaire de Leptis Magna en Tripolitaine, récompensa la légion pour son refus d’appuyer les prétentions de Prescennius Niger en lui donnant le surnom de Pia Vindex (litt : Vengeur fidèle). La même année, il érigea la Numidie en province autonome sous l’autorité du légat (commandant) de la Legio III Augusta qui prit le titre de « Légat d’Auguste avec pouvoirs de propréteur ».  Il ordonna également la construction de plusieurs avant-postes à la frontière entre la zone côtière et le désert, allant de  Gholaia (Bu Njem en Tripolitaine), jusqu’à Castellum Dimidi (Messad en Numidie) en passant par Gheriat el-Garbia, Si Aioun, Cidamus (Ghadames) pour assurer la sécurité et la défense de l’ensemble de la frontière nord-africaine : Numidie, Afrique proconsulaire et Tripolitaine,.
Sous Caracalla (r. 211-217), successeur de Septime Sévère, des détachements de la Legio III Augusta furent envoyés rejoindre l’empereur dans sa campagne contre les Parthes en Orient. La légion y subit de lourdes pertes au cours des combats, si bien que ses effectifs durent être complétés sous Élagabal (r. 218-222) en leur ajoutant des légionnaires de la Legio III Gallica dissoute par ce dernier,.
Au cours de cette période, il devint de plus en plus nécessaire de recruter les légionnaires dans leur province d’origine si bien que la Legio III Augusta consistait à 95 % de légionnaires africains.
Sous Sévère Alexandre (r. 222-235), la légion fut honorée du cognomen de l’empereur et porta le nom de Legio III Augusta Severiana.

### Pendant l’Anarchie militaire

Insigne de bouclier de la Legio III Augusta selon la Notitia Dignitatum.

Contrairement à ce qui s’était passé au siècle précédent, la Legio III Augusta fut profondément impliquée lorsqu’à la suite d’une révolte des grands propriétaires terriens, le proconsul de la province d’Afrique, Marcus Antonius Gordianus, fut proclamé empereur contre son gré sous le nom de Gordien Ier (r. janv. 238) alors que l’empereur Maximin Ier combattait en Serbie. Déjà âgé, celui-ci se hâta d’associer son fils, Gordien II (r. avec son père) au trône. Ne disposant pas de légion, les deux empereurs levèrent une milice locale, pendant que dans la Numidie voisine, le légat Capellianus et la Legio III Augusta, restés fidèles à Maximin, marchèrent sur Carthage. Mal armées et consistant surtout en civils, les troupes de Gordien II ne purent résister. Celui-ci mourut au combat, pendant que son père se suicidait après à peine trois semaines de règne. Capellianus s’empara de Carthage qui fut mise à sac.
À Rome, le Sénat, qui avait reconnu Gordien Ier et Gordien II, proclama la déchéance de Maximin et nomma deux de ses membres, les sénateurs Pupien et Balbin pour le remplacer. En Serbie, les soldats de la légion II Parthica, qui avaient vu Maximin faire exécuter plusieurs de leurs généraux pour mollesse, se révoltèrent et assassinèrent l’empereur à la mi-avril 238. Pupien et Balbin ne devaient guère lui survivre puisqu’ils furent à leur tour assassinés au début mai par la garde prétorienne qui n’acceptait pas leur nomination .
Le peuple imposa alors au Sénat le petit-fils de Gordien Ier comme nouvel empereur sous le nom de Gordien III (r. 238-244). Encore enfant et dominé par les sénateurs et chevaliers qui avaient mené la guerre contre Maximin Ier, Gordien III se hâta de dissoudre la légion III en raison de son rôle dans le renversement de son grand-père. Officiers et légionnaires perdirent tous leurs privilèges, bonus et bénéfices; certains légionnaires furent envoyés en Rhétie,.
Cette décision, compréhensible sur le plan politique, ne l’était guère sur le plan militaire, la province devenant une proie facile pour les rébellions contre le pouvoir romain. Une coalition tribale maure, les Quinquegentiens (litt : Les cinq clans) qui habitaient dans l'actuelle grande Kabylie ainsi que les Fraxinenses, une fédération de tribus berbères, prit les armes. Ceci força l’empereur Valérien (r. 253-262 ? ) à reconstituer la légion dès son avènement en 253. Il lui donna le cognomen de Iterum Pia Iterum Vindex (litt : à nouveau fidèle, à nouveau vengeresse). Elle devait également être connue durant cette période comme Legio III Augusta Valeriana Galliena Valeriana (du nom de l’empereur Valérien, de son coempereur Gallien ainsi que du césar Valérien II). Le combat dura plusieurs années jusqu’à ce que vers 260, le commandant de la Legio III, Caius Macrinus Decianus puisse ériger un monument à Lambaesis  commémorant « le massacre et la défaite des Bavares et la capture de leur chef notoire »,.
Cette victoire ne fut toutefois pas totale et les combats reprirent de 289 à 297, si bien que l’empereur Maximien Hercule (r. 286-305) dut lever une armée en 296, composée de cohortes prétoriennes, de légionnaires égyptiens, danubiens et d'Aquilée, d'auxiliaires gaulois et germaniques, ainsi que de recrues thraces. Il repoussa les tribus jusqu’au Sahara, pratiquant au passage la politique de la terre brulée. Il revint à Carthage en triomphe en mars 298 où la population l’acclama comme le redditor lucis aeternae (litt : Restaurateur de la lumière éternelle),, , . On ne sait malheureusement pas le rôle que joua la Legio III Augusta durant cette campagne.
De même nous ignorons le rôle exact joué  par la légion lors de la tentative d’usurpation, de 308 à 310, de Lucius Domitius Alexander, gouverneur d’Afrique, tentative liquidée au printemps 310 par les troupes de Maxence (r. 305-312), à la suite de laquelle Carthage et Cirta furent mises à sac et incendiées. Ce fut probablement après cette victoire que la Legio III Augusta reçut le cognomen de Pia Fidelis (litt : fidèle et loyale). Peu après, la légion quitta Lambaesis et, bien qu’elle soit restée dans la région, on ignore quel fut son nouveau campement. Chose certaine des modifications dans sa composition durent être apportées à la suite des réformes de Dioclétien qui fit passer de trois cents à quatre cent mille les effectifs de l’armée et à porter le nombre des légions de trente-quatre à soixante-huit, quarante-six stationnant aux frontières (limitanei) et voyant leur rôle et leurs effectifs réduits au profit des vingt-deux autres (comitatenses) qui, à titre d’armée de campagne étaient composées des meilleurs légionnaires dont les effectifs étaient augmentés.
Elle est encore mentionnée dans le Codex Theodosianus (4, 13,3) sous le nom de Tertio Augustani. Selon la Notitia Dignitatum, recension rédigée vers 400, la légion était toujours stationnée au moment de la rédaction en Afrique du nord où, à titre de comitatenses (armée mobile de campagne) du comes Africae (litt: comte d'Afrique), elle relevait du magister peditum praesentalis (commandant de la garde impériale) ainsi que du magister equitum per Gallias (commandant de la cavalerie des Gaules). C’est la dernière référence existante à cette légion.